# Marvel's Wastelanders
Marvel's Wastelanders est une série de podcasts narratifs produite par Marvel New Media et Sirius XM Radio lancée en juin 2021. L'histoire se déroule dans l'univers du comics Old Man Logan (en), univers futuriste dans lequel les super-vilains ont tué la plupart des superhéros et se sont partagé la Terre en plusieurs royaumes. 10 épisodes centrés sur les versions futuristes de Star-Lord, Hawkeye, Black Widow et Wolverine ont été annoncés. Un cinquième podcast réunissant les personnages a également été annoncé,,
La distribution comprend notamment Timothy Busfield dans le rôle de Peter Quill / Star-Lord, Stephen Lang dans le rôle de Clint Barton / Hawkeye, Susan Sarandon dans le rôle de Natasha Romanoff / Grey Widow et Robert Patrick dans le rôle de Wolverine,,.
La première série du projet est Marvel's Wastelanders: Old Man Star-Lord, lancée en juin 2021. Depuis juin 2023, Audible propose une version française de la série.

## Old Man Star-Lord

### Synopsis
Star-Lord et Rocket Raccoon atterrissent dans le Midwest américain maintenant contrôlé par le Docteur Fatalis, où ils doivent trouver pour le Collectionneur une ancienne relique cosmique, le Black Vortex.

### Distribution

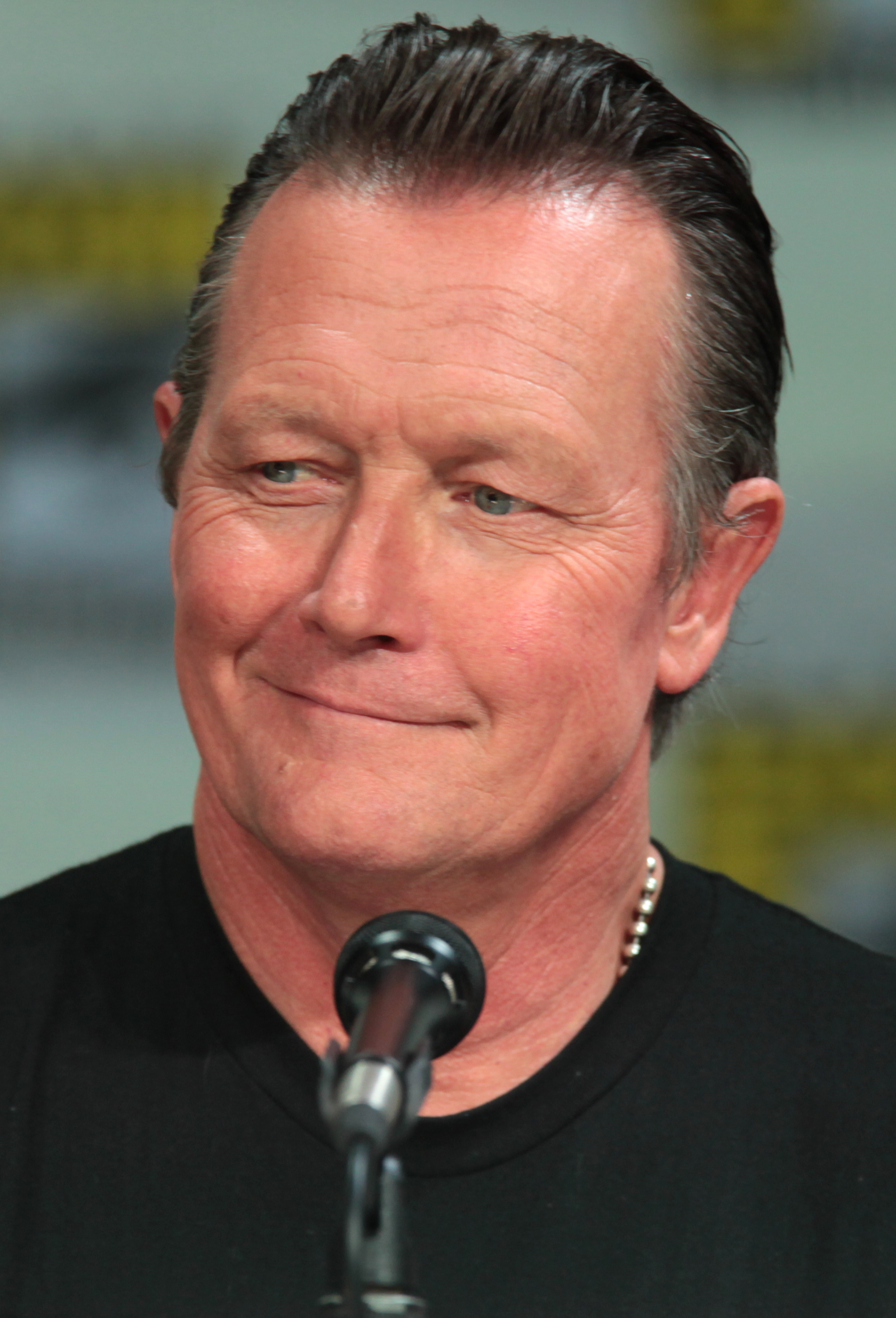
Robert Patrick, l'interprète de Wolverine.

#### Voix originales

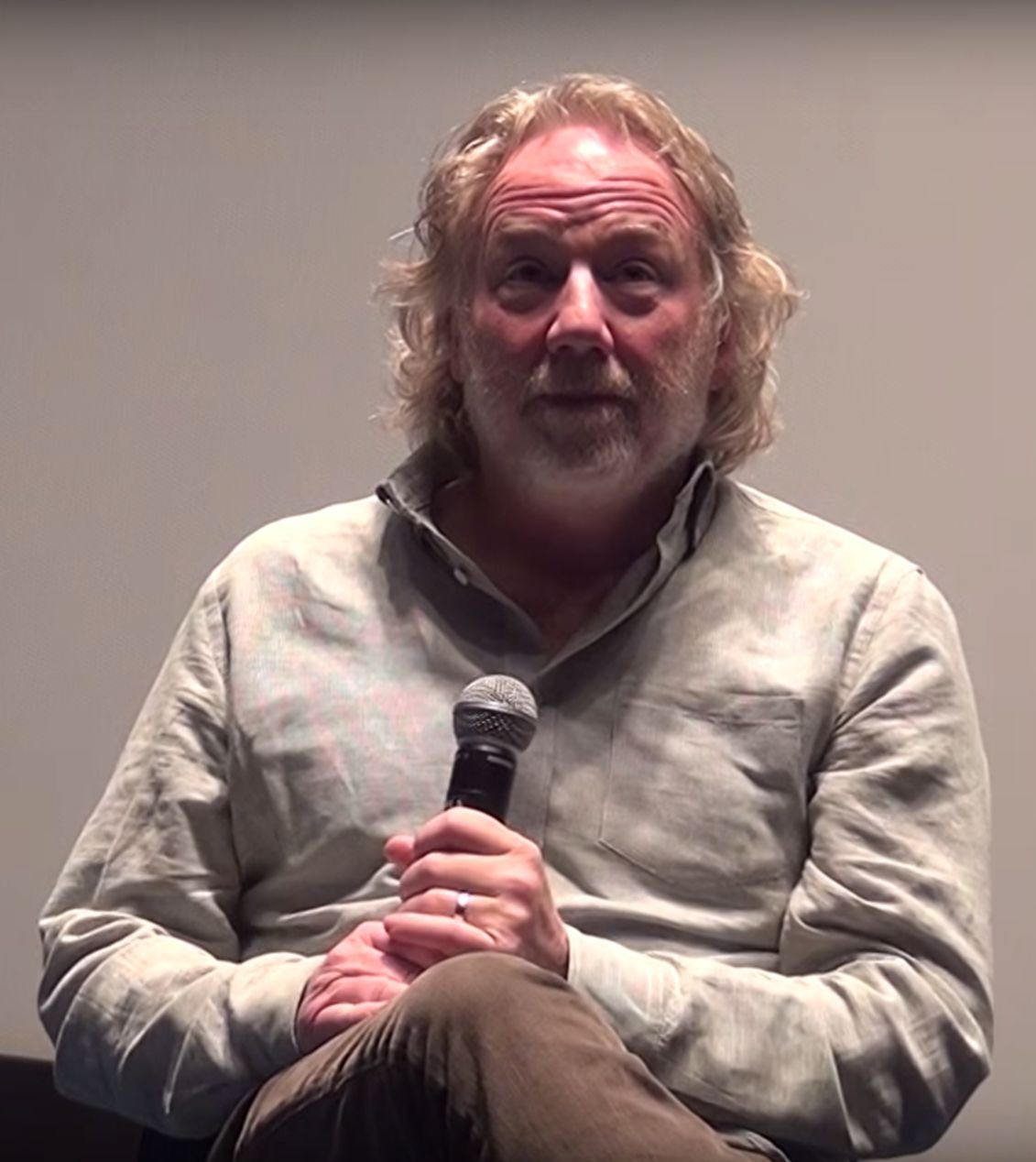
Timothy Busfield, l'interprète de Peter Quill / Star-Lord.

- Timothy Busfield : Peter Quill / Star-Lord
- Chris Elliott : Rocket Raccoon
- Patrick Page : Kraven le Chasseur
- Vanessa Lynn Williams : Emma Frost
- Danny Glover : Red Crotter
- Nadine Malouf : Cora
- Dylan Baker : Docteur Fatalis, FataBot
- Quincy Tyler Bernstine : la Collectionneuse
- Aasif Mandvi : Rattlesnake Pete
- Aime Donna Kelly : Francine
- Eric T. Miller : Brandon Best
- Michael Laurence : Sebastian Warn
- Elizabeth Francis : Joanna Forge
- Blake Morris : Hulk

#### Voix françaises
- Antoine de Caunes : Star-Lord[9]
- José Garcia : Rocket Raccoon
- Sergueï Vladimirov : Kraven le chasseur
- Lisa Martino : Emma Frost
- Thierry Frémont : Red Crotter
- Aurore Bonjour : Cora
- Pascal Greggory : Docteur Fatalis, FataBot
- Maïk Darah : La Collectionneuse
- Antoine Schoumsky : Rattlesnake Pete, ambiance
- Lilou Debrelle : Francine
- Emmanuel Curtil : Brandon Best
- Benoit Du Pac : Sebastian Warn
- Constance Gay : Joanna Forge
- Rosine Cadoret : Agatha Blackwater
- Donald Reignoux : Johnny Loomis
- Xavier Fagnon : Goon

### Episodes
| No. | Titre (Version originale)                                                | Réalisé par     | Écrit par      | Design sonore par   | Date de diffusion | Diffusion française |
| --- | ------------------------------------------------------------------------ | --------------- | -------------- | ------------------- | ----------------- | ------------------- |
| 1   | Épisode 1 : L'écho de l'apocalypse (Chapter 1: Record of a Fallen World) | Kimberly Senior | Benjamin Percy | Mark Henry Phillips | 1 juin 2021       | 26 juin 2023        |
| 2   | Épisode 2 : Les Wastelands (Chapter 2: The Wastelands)                   | Kimberly Senior | Benjamin Percy | Mark Henry Phillips | 1 juin 2021       | 26 juin 2023        |
| 3   | Épisode 3 : Le fermier rouge (Chapter 3: Blood Farmer)                   | Kimberly Senior | Benjamin Percy | Mark Henry Phillips | 8 juin 2021       | 26 juin 2023        |
| 4   | Épisode 4 : Chasse à pique (Chapter 4: Deer on a Spear)                  | Kimberly Senior | Benjamin Percy | Mark Henry Phillips | 15 juin, 2021     | 26 juin 2023        |
| 5   | Épisode 5 : Le paradis des damnés (Chapter 5: Heaven and Hellfire)       | Kimberly Senior | Benjamin Percy | Mark Henry Phillips | 22 juin, 2021     | 26 juin 2023        |
| 6   | Épisode 6 : Épreuve de loyauté (Chapter 6: Trust Exercise)               | Kimberly Senior | Benjamin Percy | Mark Henry Phillips | 29 juin, 2021     | 26 juin 2023        |
| 7   | Épisode 7 : Embrasement (Chapter 7: Catching Fire)                       | Kimberly Senior | Benjamin Percy | Mark Henry Phillips | 6 juillet 2021    | 26 juin 2023        |
| 8   | Épisode 8 : Enterrés (Chapter 8: Buried)                                 | Kimberly Senior | Benjamin Percy | Mark Henry Phillips | 13 juillet 2021   | 26 juin 2023        |
| 9   | Épisode 9 : La traque (Chapter 9: Kraven's Hunt)                         | Kimberly Senior | Benjamin Percy | Mark Henry Phillips | 20 juillet 2021   | 26 juin 2023        |
| 10  | Épisode 10 : L’aube fatale (Chapter 10: Dawn and Doom)                   | Kimberly Senior | Benjamin Percy | Mark Henry Phillips | 27 juillet 2021   | 26 juin 2023        |

## Old Man Hawkeye

### Distribution

#### Voix originales

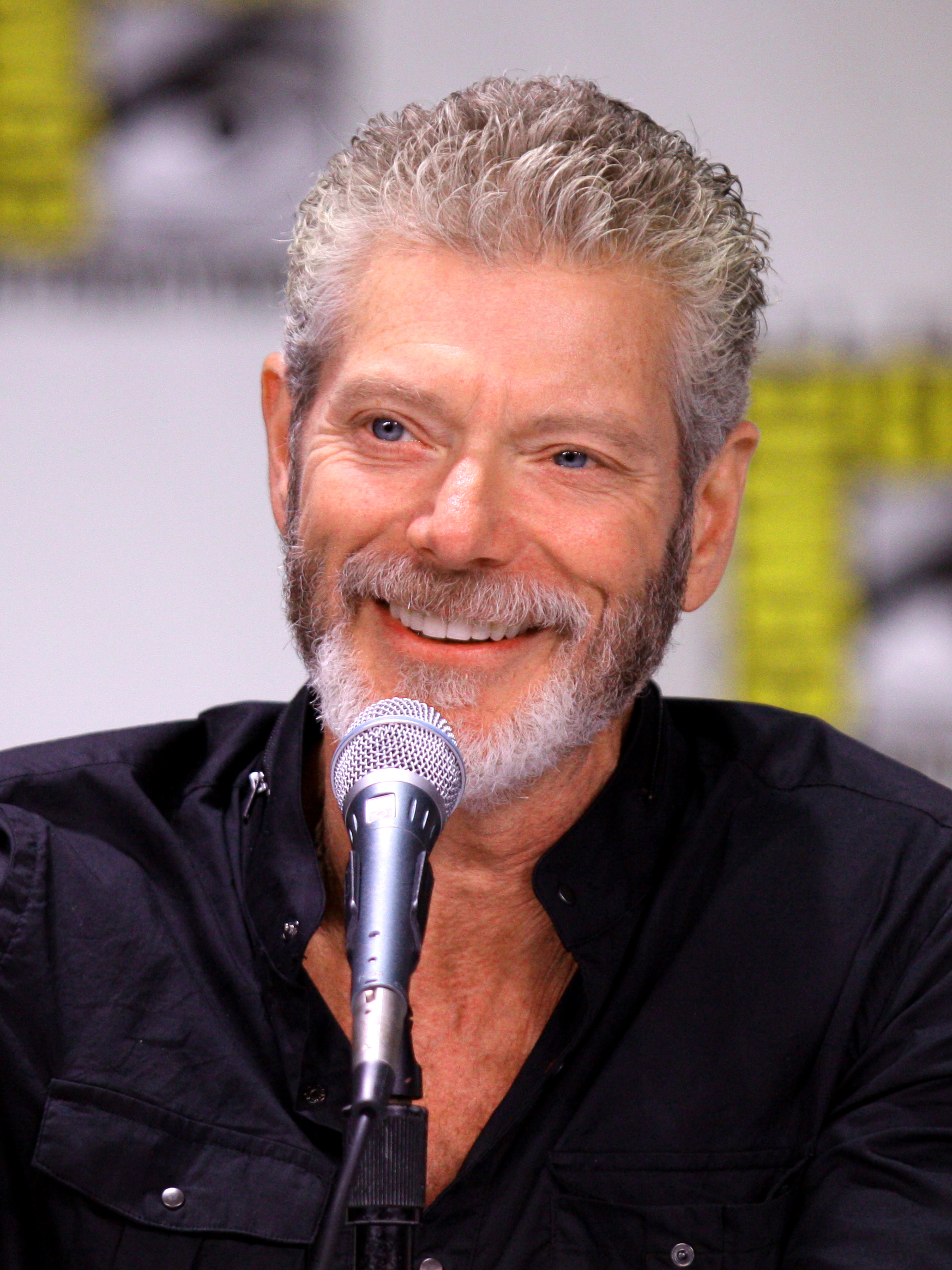
Stephen Lang, l'interprète de Clint Barton / Hawkeye.

- Stephen Lang : Clint Barton / Hawkeye[6],[10]
- Sasha Lane : Natasha "Ash" Morse / King Zemo III
- Jess Barbagallo : Max[10]
- Michelle Hurd : Bobbi Morse / Mockingbird[10]
- Bobby Moreno : Fred Dukes Junior[10]
- Joe Morton : Ringmaster (en)[10]
- Tracie Thoms : Kate Bishop / Hawkeye[10]
- Lea DeLaria : Raven / Mystique[10]

#### Voix françaises
- Olivier Marchal : Clint Barton / Hawkeye[9]
- Assa Sylla : Natasha "Ash" Morse / King Zemo III
- Elios Levy : Max
- Marjorie Frantz : Bobbi Morse / Mockingbird
- Jean-Stan Dupac : Fred Dukes Junior
- Christian Hecq : Ringmaster
- Olivia Bonamy : Kate Bishop / Hawkeye
- Virginie Ledieu : Raven / Mystique

### Episodes
| No. | Titre (Version originale)                                        | Réalisé par         | Écrit par  | Design sonore par  | Date de diffusion | Diffusion française |
| --- | ---------------------------------------------------------------- | ------------------- | ---------- | ------------------ | ----------------- | ------------------- |
| 1   | Épisode 1 : L’attraction star (Chapter 1: Star Attraction)       | Rachel Chavkin (en) | J. Holtham | One Thousand Birds | 4 octobre 2021    | 27 septembre 2023   |
| 2   | Épisode 2 : Tirer les cartes (Chapter 2: Cards Up)               | Rachel Chavkin      | J. Holtham | One Thousand Birds | 5 octobre 2021    | 27 septembre 2023   |
| 3   | Épisode 3 : Fin des cours (Chapter 3: School's Out))             | Rachel Chavkin      | J. Holtham | One Thousand Birds | 11 octobre 2021   | 27 septembre 2023   |
| 4   | Épisode 4 : Un coup en traître (Chapter 4: Trick Shot))          | Rachel Chavkin      | J. Holtham | One Thousand Birds | 18 octobre 2021   | 27 septembre 2023   |
| 5   | Épisode 5 : Profession de foi (Chapter 5: Leap of Faith))        | Rachel Chavkin      | J. Holtham | One Thousand Birds | 25 octobre 2021   | 27 septembre 2023   |
| 6   | Épisode 6 : Droit au cœur (Chapter 6: Straight to the Heart))    | Rachel Chavkin      | J. Holtham | One Thousand Birds | 1 novembre 2021   | 27 septembre 2023   |
| 7   | Épisode 7 : Deux tombes (Chapter 7: Two Graves))                 | Rachel Chavkin      | J. Holtham | One Thousand Birds | 8 novembre 2021   | 27 septembre 2023   |
| 8   | Épisode 8 : Une balle dans le dos (Chapter 8: Shot in the Back)) | Rachel Chavkin      | J. Holtham | One Thousand Birds | 15 novembre 2021  | 27 septembre 2023   |
| 9   | Épisode 9 : Dans le mille (Chapter 9: Bullseye))                 | Rachel Chavkin      | J. Holtham | One Thousand Birds | 22 novembre 2021  | 27 septembre 2023   |
| 10  | Épisode 10 : Justice aveugle (Chapter 10: Justice is Blind))     | Rachel Chavkin      | J. Holtham | One Thousand Birds | 29 novembre 2021  | 27 septembre 2023   |

## Grey Widow

### Distribution

#### Voix originales

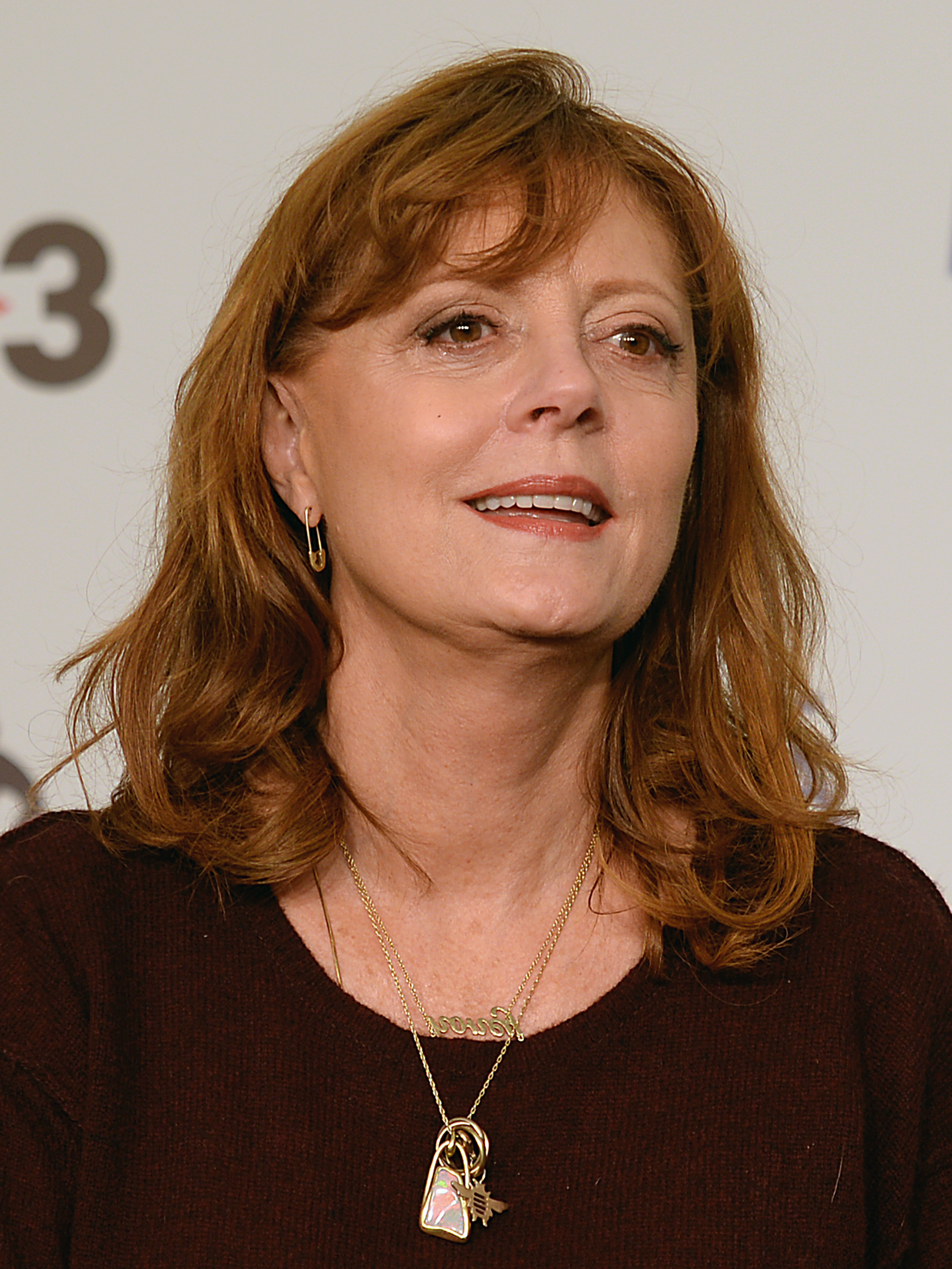
Susan Sarandon, l'interprète de Grey Widow.

- Susan Sarandon : Natasha Romanoff / Grey Widow / « Helen Black »[6],[11]
- Eva Amurri : Yelena Belova / Black Widow / « Samantha Sugarman » (en)[11]
- Michael Boxleitner : Marco Marmarato[11]
- Nate Corddry : Jordan Temple[11]
- Amber Gray (en) : Judy Kratz / Judy Stark[11]
- Melissa Gilbert : K.I.M.[11]
- Chasten Harmon : Lisa Cartwright[11]
- Michael Imperioli : Stanley Petronella[11]
- Justin Kirk : Hank Hammond[11]
- Alan Muraoka (en) : Dr. Brian Mizuno
- Will Janowitz (en) : Crispin Burge
- Morgan Fairchild : Tappy Burge
- David Cale (en) : J.A.R.V.I.S.

#### Voix françaises
- Catherine Deneuve : Natasha Romanoff[9]
- Marie Fugain : Yelena Belova
- Romain Lancry : Jordan Temple
- Mélanie Doutey : Judy Kratz / Judy Stark
- Hélène Kuhn : K.I.M.
- Stéfi Celma : Lisa Cartwright
- Jérôme Kircher : Stanley Petronella
- Aurélien Wiik : Hank Hammond
- Wajdi Mouawad : Dr. Brian Mizuno
- Nicolas Vaude : Crispin Burge

## Wolverine

### Distribution
- Robert Patrick : Wolverine[7]
- Ashlie Atkinson (en) : Kitty Pryde[7]
- Rachel Crow (en) : Red Skull[7]
- Isabella Ferreira : Sofia[7]
- Jennifer Ikeda (en) : Rachel Summers[7]
- Justin H. Min : Justin[7]
- Clarke Peters : Professeur Xavier[7]
- Daniel Sunjata : Cyclope[7]
- Carl Tart : Kevin[7]

Version français 
Gérard Lanvin : Wolverine